# Uno Svaleryd
Anders Uno Svaleryd, född den 6 oktober 1943, är en svensk ämbetsman. 
Han var länsråd i Jämtlands län från 1997 och var vid ett flertal tillfällen tillförordnad landshövding i samma län (2001-2002, 2006-2007 och 2008) samt har dessutom fungerat som statlig utredare. Svaleryd har tidigare varit kommundirektör och näringslivschef i Östersunds kommun.